# Zakrzów (powiat pińczowski)
Zakrzów – wieś w Polsce położona w województwie świętokrzyskim, w powiecie pińczowskim, w gminie Pińczów.
Po powstaniu listopadowym dobra ziemskie Zakrzów będące własnością Jana Olrycha Szanieckiego zostały skonfiskowane za jego udział w powstaniu a on sam został skazany na karę śmierci.
W latach 1975–1998 miejscowość należała administracyjnie do województwa kieleckiego.